# Rikishi (wrestler)
Rikishi, właśc. Solofa Fatu Jr. (ur. 11 października 1965 w San Francisco) – amerykański wrestler, pochodzenia samoańskiego. Znany z występów w World Wrestling Entertainment (WWE) spod pseudonimu Rikishi. Członek rodziny Anoaʻi, ojciec Jimmy’ego i Jeya Uso walczących również dla federacji World Wrestling Entertainment w tag teamie The Usos. Jest jednokrotnym WWF Intercontinental Championem, jednokrotnym WWE Tag Team Championem i dwukrotnym WWF/E World Tag Team Championem oraz członkiem galerii sław WWE Hall of Fame wprowadzonym w 2015 roku.

## Kariera
Karierę wrestlera rozpoczął wieku 20 lat w federacji Lutte Internationale prowadzonej przez Dino Bravo. Później dołączył do portorykańskiej federacji World Wrestling Council (WWC) gdzie walczył w tag teamie ze swoim kuzynem Samulą Anoaʻi. Później występował w kolejnych federacjach niezależnych takich jak World Class Championship Wrestling (WCCW) czy Jim Crockett Promotions gdzie nadal walczył w tag teamach.
W 1992 r. wraz z Samulą dołączył do World Wrestling Federation (WWF) gdzie rozpoczął od występów w tag teamie The Headshrinkers. Po pierwsze tytuły The Headshrinkers sięgnęli dopiero na przełomie kwietnia i maja 1994 r., gdzie podczas tygodniowej gali Monday Night RAW pokonali drużynę The Quebecers. Tytuły te stracili pod koniec sierpnia na rzecz Diesela i Shawna Michaelsa.
W 1995 r. Fatu rozpoczął solowe występy – zmieniono mu również gimmick na dorastającego w getcie członka gangu z San Francisco, biorącego udział w strzelaninach drive-by i chwalącego się dużą raną na brzuchu „powstałą w wyniku postrzału”. Gimmick ten określono jako Make a Difference, ponieważ to hasło stało się sloganem jakim posługiwał się często Fatu występując w ringu i mówiąc o pomaganiu ludziom znajdującym się na tzw. marginesie społecznym. W 1996 r. ponownie zmieniono mu gimmick na The Sultan – zamaskowanego arabskiego wrestlera, który nigdy nie przemawiał ze względu na „wycięty język”, a jego menedżerem był The Iron Sheik. W 1998 r. opuścił federację WWF.
W listopadzie 1999 r. ponownie powrócił do WWF gdzie zaczął występować wraz z tag teamem Too Cool (Grand Master Sexay i Scotty 2 Hotty) – drużyna ta znana była z celebrowania zwycięstw tańcem. Po powrocie do WWF przyjął kolejny nowy gimmick jako Rikishi – japońskiego tytułu z zapasów sumo, który nawiązywał do tytułu yokozuny jakiego używał jego kuzyn Rodney Anoaʻi. Jako Rikishi Fatu zasłynął z występów w nadbiodrniku z napisem „RIKISHI” oraz z przemalowaną na kolor blond fryzurą. Zaczął również używać swojego markowego manewru o nazwie Stink Face, który polegał na ustawieniu przeciwnika w pozycji siedzącej w narożniku ringu, a następnie „wytarciu” pośladków w jego twarz.
W czerwcu 2000 r. sięgnął po swoje pierwsze indywidualne mistrzostwo w federacji WWF jakim był tytuł WWF Intercontinental Championship, pokonując Chrisa Benoit w jednym z odcinków SmackDown! i kwalifikując się jednocześnie do turnieju King of the Ring, w którym zajął drugie miejsce przegrywając w finale z Kurtem Angle. Później uczestniczył w pomniejszych storyline’ach. Podczas gali Armageddon (2000) wziął udział w 6-osobowym Hell in a Cell matchu o tytuł WWF Championship. Nie zdołał zdobyć tego mistrzostwa, jednak zasłynął z upadku ze stalowej klatki na ciężarówkę z trocinami, po tym jak The Undertaker wykonał na nim rzut chokeslam. W maju 2001 r. doznał kontuzji ramienia podczas walki z Williamem Regalem, przez co pauzował do grudnia 2001 roku.
Po powrocie występował sporadycznie. Na gali Judgement Day w maju 2002 zdobył po raz drugi tytuł WWE World Tag Team Championship wraz z Rico Constantino, tracąc go trzy tygodnie później na rzecz Billy’ego i Chucka. Po kolejne mistrzostwo tag teamowe (WWE Tag Team Championship) sięgnął dopiero na początku lutego 2004 r. wraz ze Scottym 2 Hottym. Mistrzostwo to utrzymywał przez dwa i pół miesiąca tracąc je później na rzecz Charliego Haasa i Rico. W połowie lipca 2004 r. jego kontrakt z WWE wygasł, przez co wrestler opuścił tę federację.
Od 2005 r. występował w federacjach niezależnych, w tym w Europie (we włoskiej Nu-Wrestling Evolution), japońskiej All Japan Pro Wrestling oraz meksykańskiej promocji Asistencia Asesoría y Administración (AAA). We wrześniu 2007 r. zadebiutował w federacji Total Nonstop Action Wrestling (TNA) na jednym z odcinków Impact!, jednak już z końcem października 2007 r. odszedł z tej federacji z powodu braku porozumienia w sprawie zwiększenia wynagrodzenia za występy.
W 2012 r. pojawił się na ceremonii WWE Hall of Fame, gdzie przyjął wyróżnienie w imieniu swojego kuzyna Yokozuny. W lutym 2015 r. na jednym z odcinków WWE Raw ogłoszono wprowadzenie Solofy Fatu do galerii sław WWE. Rikishi został wprowadzony do tej galerii w dniu 28 marca 2015 r. przez swoich synów – Jimmy’ego i Jeya Uso.

### Życie osobiste
Jest członkiem słynnej rodziny wrestlerów pochodzących z Samoa – rodziny Anoaʻi. Jego bratem-bliźniakiem jest Sam Fatu (The Tonga Kid) i starszym bratem Eddiego Fatu, który występował w WWE pod pseudonimem „Umaga”. Z kolei jego stryjami są Sika i Afa Anoaʻi znani jako „The Wild Samoans”. Jego kuzyni w wrestlingu to: Rodney Anoaʻi (Yokozuna), Samula Anoaʻi (Headshrinker Samu), Matt Anoaʻi (Rosey), Joe Anoaʻi (Roman Reigns), Reno Anoaʻi (Black Pearl), Afa Anoaʻi Jr. (Manu), Lloyd Anoaʻi (L.A. Smooth) i Dwayne Johnson (The Rock). Jego żoną jest Talisua Fuavai-Fatu, z którą ma pięcioro dzieci – w tym Jimmy’ego i Jeya Uso, występujących w WWE jako tag team The Usos. Trzeci z jego synów, Solo Sikoa, zadebiutował w wrestlingu w 2018, a od 2021 występuje w WWE.
Posiada dużą bliznę na brzuchu powstałą w wyniku postrzału jaki otrzymał w 1987 r. podczas strzelaniny drive-by – to wydarzenie zostało również wykorzystane w wrestlingu, kiedy występował w gimmicku „Make a Difference”.

## Tytuły i osiągnięcia
- Portland Wrestling
  - Portland Pacific Northwest Heavyweight Championship (1 raz)
- Power Pro Wrestling (Memphis)
  - Power Pro Wrestling Heavyweight Championship (1 raz)
- Pro Wrestling Illustrated
  - Powrót roku (Comeback of the Year) (2000)
  - Sklasyfikowany na 27. miejscu z 500 wrestlerów w rankingu PWI 500 w 2000 roku.
  - Sklasyfikowany na 347. miejscu z 500 wrestlerów w rankingu PWI Years w 2003 roku.
- Revolución Lucha Libre
  - Campeonato Internacional Absoluto (1 raz)
- Universal Wrestling Association
  - UWA World Trios Championship (1 raz) – z Kokina Maximusem i The Samoan Savage’em
- World Class Wrestling Association
  - WCWA Texas Tag Team Championship (1 raz) – z Samu
  - WCWA World Tag Team Championship (3 razy) – z Samu
- World Wrestling Council
  - WWC Caribbean Tag Team Championship (1 raz) – z Samu
- World Wrestling Federation/Entertainment/WWE
  - WWF Intercontinental Championship (1 raz)
  - WWF/E World Tag Team Championship (2 razy) – z Samu (1 raz) i Rico (1 raz)
  - WWE Tag Team Championship (1 raz) – ze Scottym 2 Hottym
  - WWE Hall of Fame (dodany w 2015 roku)
  - Slammy Award za Najlepszy Konwenans (Best Etiquette) (1994) – z Samu
- Wrestling Observer Newsletter
  - Najgorsza walka roku według scenariusza (Worst Worked Match of the Year) (1993) z Samu, Bastion Boogerem i Bam Bam Bigelowem vs The Bushwhackers i Men on a Mission na Survivor Series (1993).